# Itame pinetaria
Itame pinetaria là một loài bướm đêm trong họ Geometridae.